# Amsterdams Studenten Cabaret Festival
Het Amsterdams Studenten Cabaret Festival (A.S.C.F.) is een jaarlijks terugkerend cabaretevenement voor jonge, beginnende cabaretiers dat wordt georganiseerd door een bestuur bestaande uit een groep Amsterdamse studenten. 
Het festival bestaat uit twee halve finales met in totaal zes deelnemers, hiervan gaan er vervolgens drie door naar de finale. In de finale kunnen zowel de jury- als de publieksprijs gewonnen worden door de deelnemende cabaretiers. Het voornaamste doel van het A.S.C.F. is om jong talent een springplank te bieden voor een carrière binnen de cabaretwereld. Beginnende cabaretiers krijgen hier de kans om voor een groot publiek op te treden. 

## Geschiedenis
Het festival werd in 1990 opgericht door een groep studenten, waaronder Frits Huffnagel. Met de jaren is de belangstelling voor het festival aanzienlijk gegroeid. Mede hierdoor is er sinds de 14e editie naast de finale ook een tweetal halve finales. 
Deze halve finales werden tot de zeventiende editie (2010) jaarlijks gehouden in Cultuurcentrum VU Griffioen te Amstelveen. Voor de achttiende editie (2011) is echter besloten te verhuizen naar het centraler gelegen Comedy Theater in de Nes. Van de 21e editie vond de halve finale plaats in theater de Brakke Grond. In 2015 zijn de halve finales verplaatst naar het TOBACCO Theater. Sinds 2019 vinden deze plaats in theater CREA. De finale van het A.S.C.F. vond jaren plaats in Theater de Rode Hoed aan de Keizersgracht in Amsterdam. In 2016 is de finale verhuisd naar het DeLaMar. Sinds 2021 vinden de halve finales in de Kleine Komedie plaats en vanaf 2022 wordt ook de finale hier gehouden. 
Sinds 2018 organiseert het A.S.C.F. ieder jaar een finalistentournee, met shows door het hele land.

### Winnaars
Enkele winnaars van het A.S.C.F.:
| Editie | Jaar | Juryprijs             | Publieksprijs       | Aantekeningen | Jury                                                                                  |
| ------ | ---- | --------------------- | ------------------- | --- | ------------------------------------------------------------------------------------- |
| 29     | 2022 | Tim Alpherts          | Tim Alpherts        | Finalisten: Tim Alpherts, Maria Kraaijkamp, Abu Younis Deelnemers halve finale: Sjoerd Janssen, Marjolijn Ebels, Tijmen Dokter                                              | Fleur Boots, Bob MacLaren, Ruut Weissman                                              |
| 28     | 2021 | Kai Bodewitz          | Blauwe Vinkjes      | Finalisten: Kai Bodewitz, Blauwe Vinkjes, Boban Braspenning Deelnemers halve finale: Djoni de Vos, Maarten Mantel, Saskia Verhoef                                           |                                                                                       |
| 27     | 2020 | Luuk van der Vaart    | Luuk van der Vaart  | Finalisten: Luuk van der Vaart, Luuk Ransijn, Marieke Peper. Deelnemers halve finale: Dave Felida, MomentOpnames, Jacob Adriani.                                            | Bob MacLaren, Adriaan de Bruijn, Koen van Leeuwen                                     |
| 26     | 2019 | Davey Turnhout        | Jannick Hamberg     | Finalisten: Davey Turnhout, Jannick Hamberg, Felix van den Berg. Deelnemers halve finale: Hidde van Gestel, Huibert-Jan van Roest, Jeroen Bloemhoff                         |                                                                                       |
| 25     | 2018 | Thjum Arts            | Thjum Arts          | Finalisten: Thjum Arts, Destin Sleutel, Roovers en Van Leeuwen. Deelnemers halve finale: Stephen Bell, Lodewijk Schulte, Gilian Graven                                      | Wilko Terwijn, Adriaan de Bruijn, Annabertha Veninga                                  |
| 24     | 2017 | Bugra Gedik           | Bugra Gedik         | Finalisten: Bugra Gedik, Nik Goedemans, Jules Keeris. Deelnemers halve finale: Sander van Putten, Jeroen Coelen, Oscar Smit                                                 | Frank Heijman, Eveline Mol, Richard van Bilsen                                        |
| 23     | 2016 | Andries Tunru         | Andries Tunru       | Finalisten: Andries Tunru, Klaas Prins, Daan van der Hoeven. Deelnemers halve finale: Benjamin van der Velden, Arbi el Ayachi, Karel Sanders                                | Frank Heijman, Marije Grund, Richard van Bilsen                                       |
| 22     | 2015 | Tobi Kooiman          | Victor Luis van Es  | Finalisten: Tobi Kooiman, Victor Luis van Es, Kim Schuddeboom, deelnemers halve finale: Eric Goossens, Kratvis, Julian Verbeek                                              |                                                                                       |
| 21     | 2014 | Philip de Leeuwe      | Philip de Leeuwe    | Finalisten: Frederique Arnold, Tim Nivard, Philip de Leeuwe, deelnemers halve finale: Madeleine Veraa, Joost Heuver, Jeroen Koster                                          | Adriaan de Bruijn, Richard van Bilsen, Harry Glotzbach                                |
| 20     | 2013 | Evelien van den Bergh | Kasper van der Laan | Finalisten: Evelien van den Bergh, Kasper van der Laan, Jasper van der Veen, deelnemers halve finale: 'Oscar Vellinga en Die Andere Twee', Pieter Verelst, Rajko Disseldorp |                                                                                       |
| 19     | 2012 | Tim Hartog            | Tim Hartog          | Finalisten: Tim Hartog, Cortijn Tonkes, Guido Scheepe |                                                                                       |
| 18     | 2011 | Alex Ploeg            | Alex Ploeg          | Finalisten: Alex Ploeg, Lonneke Dort, Mark Schoones |                                                                                       |
| 17     | 2010 | Tim Fransen           | Tim Fransen         | |                                                                                       |
| 16     | 2009 | Poolvogel             | Poolvogel           | | Frits Huffnagel, een van de oprichters van het festival, was dit jaar juryvoorzitter. |
| 15     | 2008 | Diede H. de Jong      | Diede H. de Jong    | |                                                                                       |
| 14     | 2007 | Merijn Scholten       |                     | |                                                                                       |
| 13     | 2005 | Robbert Jan Proos     |                     | |                                                                                       |
| 12     | 2004 | Pieter Derks          |                     | |                                                                                       |
| 11     | 2001 | Kleine Krokodil       |                     | |                                                                                       |
| 10     | 2000 | Bouke Bruinsma        |                     | |                                                                                       |
| 9      | 1999 | KAAL                  |                     | |                                                                                       |